# Дячково
Дя́чково (рос. Дьячково) — присілок у складі Нікольського району Вологодської області, Росія. Входить до складу Аргуновського сільського поселення.

## Населення
Населення — 33 особи (2010; 52 у 2002).
Національний склад (станом на 2002 рік):
- росіяни — 100 %